# Cementerio Assistens
El Cementerio Assistens (en danés, Assistens Kirkegård) de Copenhague (Dinamarca) es el lugar de enterramiento de muchos personajes destacados daneses, así como un importante espacio verde en el distrito de Nørrebro. Inaugurado en 1760, originalmente era un cementerio para pobres destinado a descongestionar los abarrotados cementerios del interior de la ciudad amurallada, pero durante la Edad de Oro, en la primera mitad del siglo XIX, se puso de moda y muchas figuras destacadas de la época, como Hans Christian Andersen, Søren Kierkegaard, Christoffer Wilhelm Eckersberg y Christen Købke, están enterradas aquí.
A finales del siglo XIX, cuando el cementerio de Assistens ya estaba abarrotado, se crearon nuevos cementerios en los alrededores de Copenhague, entre ellos el de Vestre, pero a lo largo del siglo XX siguió atrayendo a personalidades destacadas. Entre ellos se encuentran el físico Niels Bohr, ganador del Premio Nobel, y varios músicos de jazz estadounidenses que se instalaron en Copenhague en las décadas de 1950 y 1960, como Ben Webster y Kenny Drew.
En danés, assistenskirkegård (que significa «cementerio de asistencia») es un término genérico utilizado para referirse a los cementerios construidos para ampliar los existentes, normalmente situados en entornos urbanos cerca de iglesias, de ahí que haya varios cementerios con el mismo nombre en Dinamarca.
El cementerio es uno de los cinco que gestiona el Ayuntamiento de Copenhague; los otros son los cementerios de Vestre, Brønshøj, Sundby y Bispebjerg.

## Historia

### Antecedentes

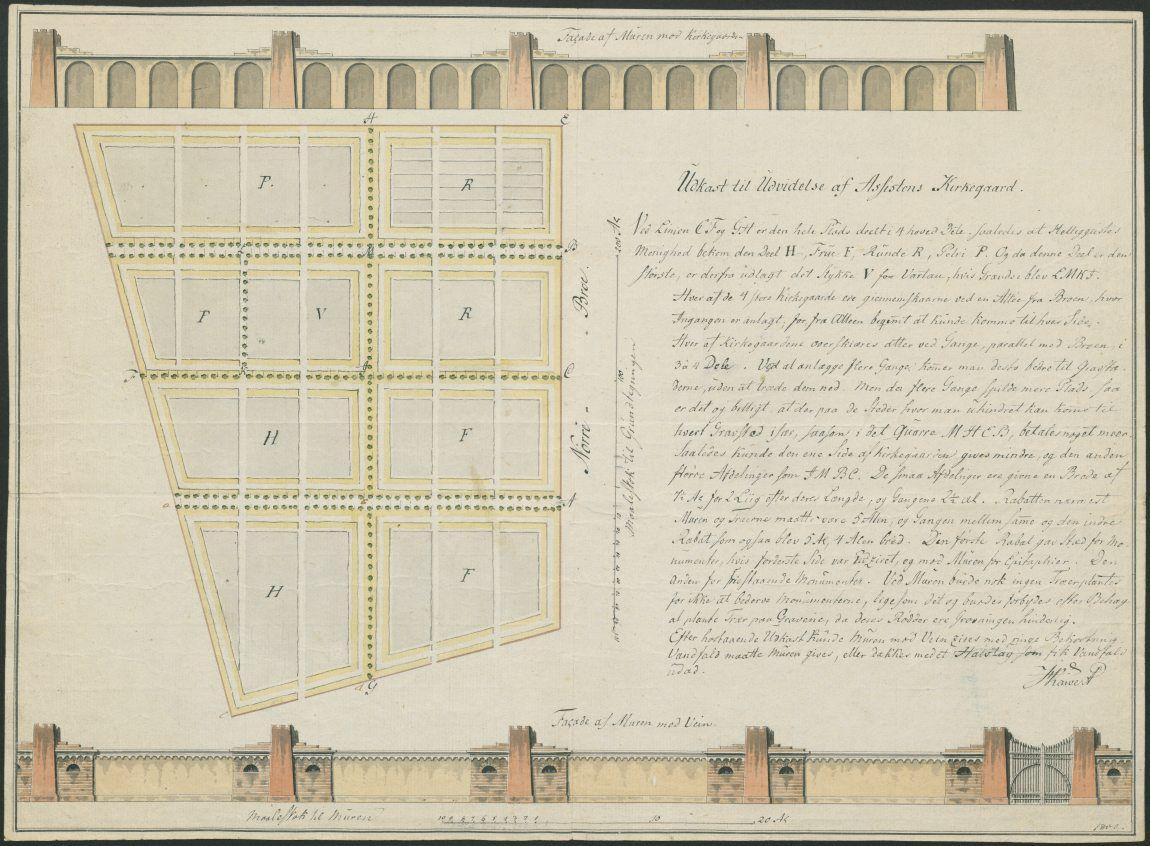
Plano del cementerio de 1800, realizado por Jørgen Henrich Rawert.

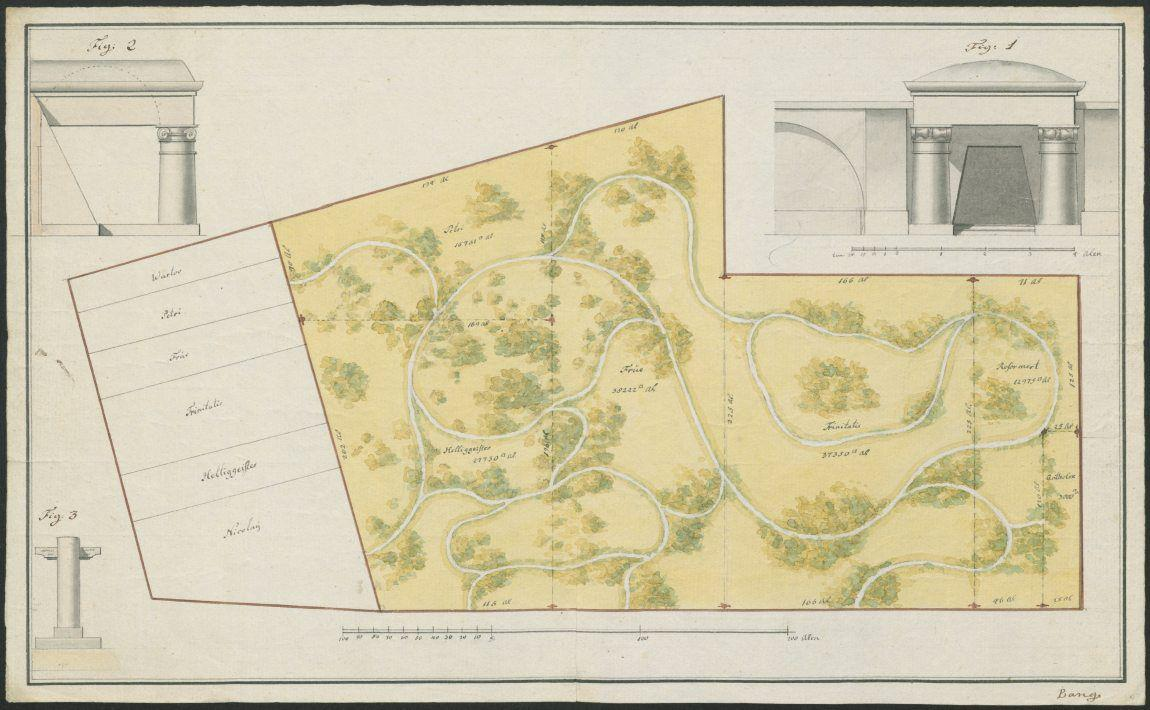
Plano del cementerio de hacia 1800.

En la Edad Media, los enterramientos intramuros eran la norma, aunque poco a poco fueron haciéndose más comunes los cementerios al aire libre. En 1666, el cementerio naval de Holmen se trasladó de su emplazamiento original, en la iglesia de Holmen, a un lugar situado frente a la puerta oriental de la ciudad, convirtiéndose en el primer cementerio situado fuera de ella.
Un brote de peste en 1711, que mató a unos 23 000 ciudadanos, sometió a los cementerios existentes a tanta presión que, en ocasiones, se enterraban hasta cinco ataúdes uno encima de otro. Esto llevó a la creación de cinco nuevos cementerios en la periferia de la ciudad, justo dentro de las murallas, y el cementerio militar de la guarnición se trasladó a un lugar próximo al cementerio de Holmen.

### Creación del nuevo cementerio
La situación empeoró aún más en la década de 1750 y, en una carta del 2 de mayo de 1757, el Ayuntamiento propuso a la Cancillería la construcción de un nuevo gran cementerio para las parroquias de la ciudad fuera de las murallas. Tras algunas negociaciones, se decidió situarlo frente a la puerta norte de la ciudad y, el 26 de mayo de 1757, se fundó la nueva instalación mediante cédula real. El nuevo cementerio se inauguró el 6 de noviembre de 1760. Estaba rodeado por un muro construido por Philip de Lange.
En un principio, el cementerio estaba destinado a enterrar a personas sin recursos. En 1785, un acaudalado ciudadano, escritor de astronomía y primer secretario de la Cancillería de Guerra, Johan Samuel Augustin, solicitó expresamente ser enterrado en él y, en su testamento, declaró: «Me gustaría ser enterrado en el cementerio de los pobres, frente a la puerta norte, donde ya están mis padres. Simon, que allí era sepulturero». Pronto le siguieron otras personalidades de la élite y el cementerio se convirtió en el más de moda de la ciudad.

### Un lugar de excursión muy popular

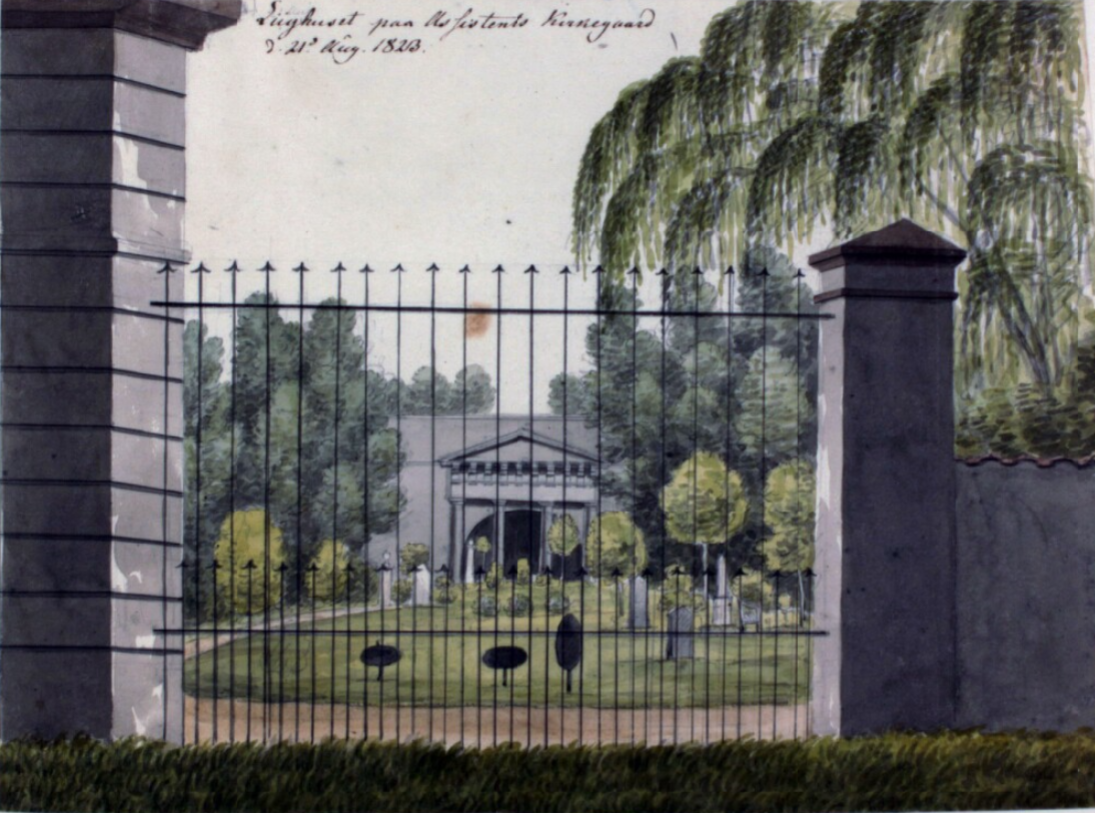
Ole Jørgen Rawert: Cementerio de Assistens, 26 de agosto de 1825

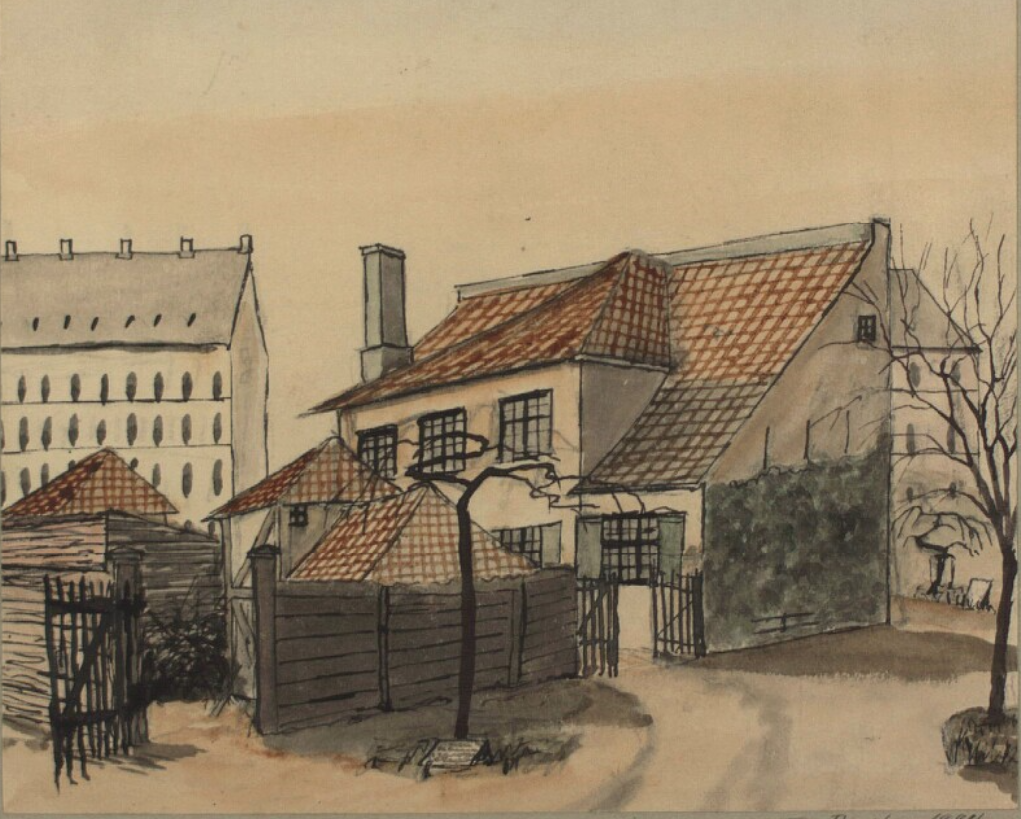
La casa del sepulturero en 1884

Por aquel entonces, las excursiones al cementerio con cestas de picnic y té se habían convertido en una actividad popular entre los ciudadanos de Copenhague. En su relato de una visita a Copenhague en 1827, el poeta sueco Karl August Nicander recuerda con cariño el cementerio de Assistens:

Para disfrutar de otra celebración más suave y tranquila, un día salí por Nørre Port (la Puerta Norte) hasta el llamado Cementerio de Assistens. Sin duda, es uno de los cementerios más bellos de Europa. Árboles frondosos, senderos oscuros, luminosas extensiones abiertas y floridas, templos a la sombra de álamos, tumbas de mármol dominadas por sauces llorones, y urnas o cruces envueltas en hileras de rosas, fragancias y cantos de pájaros... Todo esto convierte este lugar de muerte en un pequeño paraíso.

—Karl August Nicander

En ocasiones, las excursiones se convertían en reuniones ruidosas, por lo que se promulgaron leyes para evitarlo. Una comisión creada en 1805 dictó instrucciones que prohibían consumir comida o bebida, así como escuchar música o realizar cualquier tipo de comportamiento alegre en el cementerio. Los sepultureros, que vivían en las instalaciones, debían hacer cumplir estas restricciones, pero parece que no se tomaban muy en serio su trabajo. La legislación de 1813 les prohibía vender alcohol a los visitantes. A pesar de todos estos esfuerzos, la deseada paz y tranquilidad tardó en llegar. En los grandes funerales se congregaban multitudes y la gente se agolpaba en las murallas del cementerio para tener una mejor visión. Para reducir el número de visitantes, se habló de introducir tarifas de entrada, pero nunca se llevó a cabo.

## El cementerio de Assistens en la actualidad

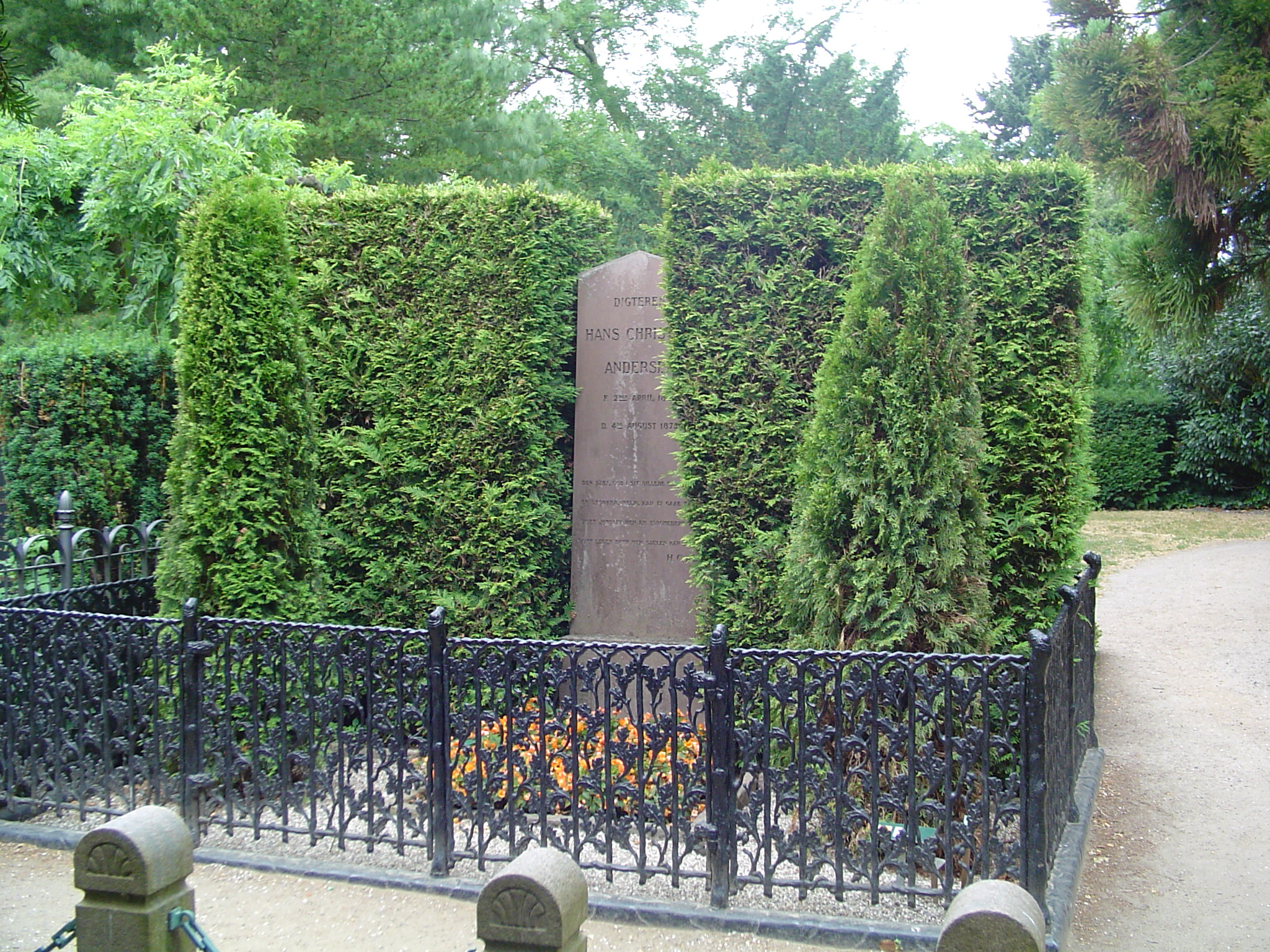
Tumba del escritor danés Hans Christian Andersen (lápida sustituida).

El cementerio sigue cumpliendo su función original, pero también es una popular atracción turística y el mayor y más importante espacio verde del distrito de Nørrebro.
Está dividido en secciones. La parte más antigua es la Sección A, donde se encuentran las tumbas de Søren Kierkegaard y el pintor Christen Købke, entre otros. La sección D está dedicada a las minorías religiosas y contiene tumbas católicas, romanas y reformadas, así como rusas. La sección E corresponde a lo que originalmente estaba bajo la Iglesia de Nuestra Señora.

## Museo Herman Stilling
En 2003, un antiguo establo de caballos situado en un rincón del cementerio de Assistens se convirtió en un pequeño museo dedicado al escritor y artista Herman Stilling, natural de la zona de Nørrebro y conocido principalmente por pintar trolls. Además de la exposición permanente, el museo cuenta con un espacio para exposiciones especiales, un taller de pintura para niños y jóvenes y una cafetería.

## Personas notables enterradas allí
| - Kjeld Abell - Peter Christian Abildgaard - Sophie Alberti - Hans Christian Andersen (enterrado en la tumba de la familia Collin, pero la lápida fue trasladada a otro cementerio en 1914) - Christian Bohr - Harald Bohr - Niels Bohr - Etta Cameron - Ferdinand Didrichsen - Kenny Drew - Otto Evens - Johan Georg Forchhammer - Emanuel Gregers - Henry Heerup - Betty Hennings - Holger-Madsen - Jens Wilken Hornemann | - Finn Juhl - Pia Juul - Søren Kierkegaard - Hans Ernst Krøyer - Friedrich Kuhlau - Christen Købke - Johan Nicolai Madvig - Peter Malberg - Sonja Ferlov Mancoba - Wilhelm Marstrand - Lauritz Melchior - Axel Meyer - Adam Müller - Valdemar Møller - Niels Neergaard - Martin Andersen Nexø - Louise Ravn-Hansen - Svend Rindom - Natasja Saad | - Jens August Schade - Claus Schall - Hans Scherfig - Peter von Scholten - Frans Schwartz - P.C. Skovgaard - Petrine Sonne - Edvard Storm - Michael Strunge - Thorvald Sørensen - Georges Ulmer - Jens Vahl - Frederik Vermehren - Eugen Warming - Ben Webster - Caspar Wessel - Johannes Wiedewelt - Hans Christian Ørsted |

## Para saber más
- Kofped. Hans: Gravene og inspektørene